# Campionati del mondo Ironman del 1983
I Campionati del mondo Ironman del 1983 hanno visto trionfare per la terza volta tra gli uomini lo statunitense Dave Scott, davanti ai connazionali Scott Tinley e Mark Allen.
Tra le donne si è laureata campionessa del mondo la canadese Sylviane Puntous.
Entrambi i vincitori hanno registrato il tempo record nella competizione. Dave Scott ha chiuso con un tempo di 9:05:57, abbassando di più di due minuti il record a lui appartenente nell'edizione di ottobre del 1982.
Sylviane Puntous ha chiuso con un tempo di 10:43:36, migliorando il record di più di dieci minuti, appartenente a Julie Leach nella competizione di ottobre del 1980.
Si è trattata della 7ª edizione dei campionati mondiali di Ironman, che si tengono annualmente dal 1978 con una competizione addizionale che si è svolta nel 1982. I campionati sono organizzati dalla World Triathlon Corporation (WTC).

## Ironman Hawaii - Classifica

### Uomini
| Pos. | Tempo    | Nome           | Paese       | Ripartizione tempi | Ripartizione tempi | Ripartizione tempi | Ripartizione tempi | Ripartizione tempi |
| Pos. | Tempo    | Nome           | Paese       | Nuoto              | T1                 | Bici               | T2                 | Corsa              |
| ---- | -------- | -------------- | ----------- | ------------------ | ------------------ | ------------------ | ------------------ | ------------------ |
|      | 9:05:57  | Dave Scott     | Stati Uniti | 0:50:52            | 0:00               | 5:10:48            | 0:00               | 3:04:16            |
|      | 9:06:30  | Scott Tinley   | Stati Uniti | 0:57:24            | 0:00               | 5:03:58            | 0:00               | 3:05:08            |
|      | 9:21:06  | Mark Allen     | Stati Uniti | 0:52:08            | 0:00               | 5:13:32            | 0:00               | 3:15:26            |
| 4    | 9:49:07  | Marc Thompson  | Stati Uniti | 1:01:20            | 0:00               | 5:20:49            | 0:00               | 3:26:57            |
| 5    | 9:56:23  | Robert Roller  | Stati Uniti | 0:53:30            | 0:00               | 5:32:13            | 0:00               | 3:30:38            |
| 6    | 9:57:16  | Mark Macintyre | Stati Uniti | 1:03:29            | 0:00               | 5:52:59            | 0:00               | 3:00:47            |
| 7    | 10:01:59 | Bob Curtis     | Stati Uniti | 1:00:14            | 0:00               | 5:23:00            | 0:00               | 3:38:44            |
| 8    | 10:01:59 | Thomas Boughey | Stati Uniti | 0:50:50            | 0:00               | 5:36:17            | 0:00               | 3:34:51            |
| 9    | 10:04:27 | Mac Martin     | Stati Uniti | 0:59:50            | 0:00               | 5:25:22            | 0:00               | 3:39:14            |
| 10   | 10:05:21 | Kurt Madden    | Stati Uniti | 0:57:58            | 0:00               | 5:43:56            | 0:00               | 3:23:27            |

### Donne
| Pos. | Tempo    | Nome             | Paese       | Ripartizione tempi | Ripartizione tempi | Ripartizione tempi | Ripartizione tempi | Ripartizione tempi |
| Pos. | Tempo    | Nome             | Paese       | Nuoto              | T1                 | Bici               | T2                 | Corsa              |
| ---- | -------- | ---------------- | ----------- | ------------------ | ------------------ | ------------------ | ------------------ | ------------------ |
|      | 10:43:36 | Sylviane Puntous | Canada      | 1:00:28            | 0:00               | 6:20:40            | 0:00               | 3:22:28            |
|      | 10:49:17 | Patricia Puntous | Canada      | 1:00:31            | 0:00               | 6:26:12            | 0:00               | 3:22:33            |
|      | 11:01:49 | Eva Ueltzen      | Stati Uniti | 1:02:48            | 0:00               | 6:05:13            | 0:00               | 3:53:48            |
| 4    | 11:10:05 | Kathie Rivers    | Stati Uniti | 1:05:11            | 0:00               | 6:12:16            | 0:00               | 3:52:37            |
| 5    | 11:16:33 | Sally Edwards    | Stati Uniti | 1:17:18            | 0:00               | 6:29:45            | 0:00               | 3:29:28            |
| 6    | 11:20:57 | Jann Girard      | Stati Uniti | 0:53:35            | 0:00               | 6:37:32            | 0:00               | 3:49:50            |
| 7    | 11:22:07 | Annie Dandoy     | Stati Uniti | 1:12:55            | 0:00               | 6:15:45            | 0:00               | 3:53:26            |
| 8    | 11:25:37 | Elaine Alrutz    | Stati Uniti | 1:05:20            | 0:00               | 6:20:01            | 0:00               | 4:00:15            |
| 9    | 11:25:56 | Sue Kinsey       | Stati Uniti | 1:03:43            | 0:00               | 6:20:56            | 0:00               | 4:01:16            |
| 10   | 11:29:08 | Jenny Lamott     | Stati Uniti | 0:55:44            | 0:00               | 6:19:51            | 0:00               | 4:13:32            |